# 모윤숙
모윤숙(毛允淑, 1910년 3월 5일~1990년 6월 7일)은 일제 강점기와 대한민국에서 활동한 여성 시인이자 수필가였다. 본관은 광주(廣州)이며, 아호는 영운(嶺雲), 영문명은 메리 앤 모(Mary Ann Moh)이다.
1948년 UN 한국위원회 방문 시 크리슈나 메논 등을 설득하여 단독 정부 수립을 지지하는 입장에 서도록 설득했고, 대한민국 정부 수립 이후에는 UN총회에도 파견되었다. 한국 전쟁 때는 〈국군은 죽어서 말한다〉는 시를 발표하여 화제가 되었다. 안호상의 부인이었으나 이혼했다.

## 생애

### 일제 강점기

#### 출생과 초기 활동

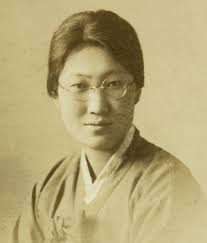
젊은 시절의 모윤숙.

함경남도 원산에서 출생하였고 지난날 한때 함경남도 함흥에서 잠시 유아기를 보낸 적이 있는 그녀는 개성의 호수돈여자고등보통학교를 졸업하고 1927년 경성부의 이화여자전문학교 예과에 입학하였다.
1928년 이화여자전문학교 영문과에 입학, 1931년 이화여전 영문과를 졸업했다. 그해 친지의 주선으로 만주 북간도 용정에 있는 명신여학교(明信女學校) 교사로 취직하였다. 이후 교사로 근무하는 동안 〈피로 색인 당신의 얼골을〉(1931)을 《동광》에 발표하면서 등단한 뒤 교사, 기자이자 시인으로 활동했다. 이화여전을 졸업한 해에 만주의 여자 중학교에서 1년 교사를 하였고, 1932년 서울 배화여자고등보통학교 교사가 되었다.

#### 작품 활동
1933년 철학자 안호상(安浩相)을 만나 결혼하였으나 이혼하고, 이후 평생을 독신으로 생활하였다.

#### 태평양 전쟁기 활동
태평양 전쟁 중 각종 친일 단체에 가입하여 강연 및 저술 활동으로 전쟁에 협력했다. 조선문인협회에 간사로 가담해 친일 강연을 했고 임전대책협의회(1941), 조선교화단체연합회(1941), 조선임전보국단(1942), 국민의용대(1945)에 가담하였고 조선총독부 기관지인 《매일신보》등에 친일 논설을 기고했다.
특히 일본 제국주의의 대동아공영권 논리를 형상화한 〈동방의 여인들〉(1942)을 친일 잡지 《신시대》에 기고하고 《매일신보》에는 〈호산나 소남도〉(1942)라는 전쟁 찬양시를 발표하였으며, 지원병 참전을 독려하는 시 〈어린 날개 - 히로오카(廣岡) 소년 학도병에게〉(1943), 〈아가야 너는 - 해군 기념일을 맞아〉(1943), 〈내 어머니 한 말씀에〉(1943) 등을 연달아 발표하는 등 자발적이고 적극적인 친일 활동을 했다. 이 시기 비슷한 주제의 시들을 창작한 노천명과 함께 문인 중 가장 노골적인 친일파로 분류되고 있다.

### 해방 이후

#### 광복 직후

1948년 12월, 파리 샤오궁에서 열린 제3차 유엔 임시총회 한국 대표단이 대한민국의 독립을 위해 힘써준 프랑스 외무성 직원들과 감사의 만찬을 하고있는 모습. 오른쪽 끝 한복입은 여자가 모윤숙, 그 뒤로 사람 하나건너 장기영, 가장 뒤 정중앙에 장면, 그 왼편 하나건너 조병옥, 가장 왼쪽 끝에서 두번째 여자가 김활란.

광복 후 미군정 치하에서부터 이승만과 밀착하여 단독 정부 수립에 협력하였다. 모윤숙은 크리슈나 메논 유엔한국위원장이 남한 단독 선거에 반대하던 것을, 미인계를 이용해 1948년 3월 12일 표결에서 남한의 독자적 선거안에 찬성표를 던지게 한 것으로 알려져 있다. 모윤숙은 김수임의 단짝이기도 하며 또한 이강국을 좋아했다는 설이 있는데, KBS 드라마 서울 1945에서 이 설을 차용하기도 했다. 한편, 김수임이 간첩 혐의를 받고 재판을 받을 당시 모윤숙은 김수임을 적극 변호하였다.

#### 대한민국

1948년 12월 파리 UN 총회에 파견된 대한민국 정부 대표단. 맨 앞줄 왼쪽이 조병옥, 가운데는 대표단장 장면, 오른쪽은 장기영, 뒷줄은 왼쪽부터 정일형, 모윤숙, 김활란, 김진구, 김우평 순

귀국 후 이화여자대학교에 강사로 출강하여 국문학을 강의하였고, 1949년 월간 순수문예지 ≪문예 藝術≫를 창간하였으며, 김구의 국민장에 참석하여 추도시를 낭독하였다.
한국 전쟁 발발 후 조선인민군이 서울을 점령했을 때, 모윤숙을 즉결 처형하고 시신은 탱크에 매달고 다녔다는 소문이 나돌았을만큼 극우 문단에서도 대표적인 이승만 계열 인물이었다. 모윤숙은 조선민주주의인민공화국 점령 하의 석 달 동안의 체험을 극도로 부정적인 입장에서 기억하고 묘사했는데, 이와 같은 관점은 오랫동안 남한에서 한국 전쟁을 바라보는 시각의 주류를 이루고 남한의 공식 입장을 대변했다.
한국 전쟁중에 그는 낙랑클럽을 이끌고 고위 미국인들을 상대로 로비를 하였는데, 모윤숙은 나라를 위해서 스스로 논개가 되었다고 말했다. 이 때 접대한 사람은 델레스 미 국무장관, 리지웨이, 콜터, 밴프리트 장군과 무쵸 대사 등이었다. 그는 후일에 "김활란 박사가 외국인과 대화하는 매너와 에티켓을 지도했고, 서툴지만 사교 댄스도 추었으며 때론 미인계도 썼지 뭐"라고 말하기도 하였다.

1951년 부산의 피난지에서 열린 이화여자대학에서 강의를 하였고, 휴전 후에는 계속 이화여대 교수로 출강하였다. 대한민국 국군이 서울을 수복한 뒤 선무 방송에 참여해 종군하였고, 이후로는 화려한 경력을 쌓았다. 1955년 국제펜클럽 한국측 대표로 참가하였고, 이후 1960년 국제 팬클럽 한국본부 회장을 지냈다.

#### 생애 후반
1971년에는 민주공화당 공천으로 제8대 국회의원을 역임했고, 국민훈장 모란장, 3·1문화상 등을 수여받았으며 제5공화국에서는 문학진흥재단 이사장을 지냈다. 1981년 대한민국 예술원 회원이 되고, 1989년 작가 분야에서 은퇴하였으며 같은 해(1989년) 예술원 원로회원에 추대되었다.

### 사후
사후 1991년 금관 문화훈장이 추서되었다.
후일 민족정기를 세우는 국회의원모임의 친일파 708인 명단과 민족문제연구소의 친일인명사전 수록예정자 명단에 모두 선정되었다. 총 12편의 친일 작품이 밝혀져 2002년 발표된 친일 문학인 42인 명단에 포함되어 있으며 친일반민족행위진상규명위원회가 발표한 친일반민족행위 705인 명단에도 포함되었다.

## 기타
순결 문제에 대해서는 금욕주의적인 가치관을 피력하였다. 모윤숙은 '그 사람의 영혼의 호흡을 의식할 힘을 가졌거든 다시 그 사람의 육체의 내음새를 그리워 고민하지 않아야 할 것'이라고 하여, 정조문제에 관해 금욕적인 태도를 보이기도 했다.

## 저서

### 시집
- 《빛나는 지역(地域)》(1933)
- 《렌의 애가》(1937) - 산문시집
- 《옥비녀》(1947)
- 《풍랑》(1951)
- 《정경(情景)》(1959)
- 《풍토(風土)》(1970)
- 《논개(論介)》(1974)
- 《국군은 죽어서 말한다》(1980)

### 수필집
- 《내가 본 세상》(1953)
- 《포도원》(1960)
- 《구름의 연가(戀歌)》(1964)
- 《느티의 일월》(1976)

### 전집
- 《모윤숙 시 전집》(1974)
- 《모윤숙 전집》(1982)

## 학력
- 함경남도 원산보통학교 수료
- 함경남도 함흥 영생보통학교 졸업
- 함흥 영생여자고등보통학교 수료
- 호수돈여자고등보통학교 졸업
- 경성 이화여자전문학교 졸업
- 경성제국대학교 법문학부 (영문학 전공) 선과 2년 수료

##### 명예 박사 학위
- 이화여자대학교 명예 문학박사

## 역대 선거 결과
| 실시년도 | 선거  | 대수 | 직책     | 선거구 | 정당       | 득표수      | 득표율         | 순위        | 당락 | 비고 |
| -------- | ----- | ---- | -------- | ------ | ---------- | ----------- | -------------- | ----------- | ---- | ---- |
| 1971년   | 총선  | 8대  | 국회의원 | 전국구 | 민주공화당 | 6,254,921표 | \| \| 48.8% \| | 전국구 12번 |      | 초선 |
|          | 48.8% |      |          |        |            |             |                |             |      |      |

## 같이 보기
| - UN 한국위원회 - 크리슈나 메논 - 임영신 - 이승만 - 윤치영 - 장면 - 김활란 - 황신덕 - 황애덕 | - 남북협상 - 김구 - 김규식 - 김일엽 - 장기영 - 조병옥 - 후스쩌 |

## 대중문화에 나타난 모윤숙

### TV 시리즈
- 2008년 원스 어폰 어 타임(Once Upon A Time ) - 이보영(시인 역)[6]
- 2006년 서울 1945 - 소유진[7]

### 영화
- 1974년 영화 《증언》 - 엄앵란(배역: 여류 시인)

## 참고자료
- 반민족문제연구소 (1993년 4월 1일). 〈모윤숙 : 여성 교화사업의 첨병 (임헌영)〉. 《친일파 99인 3》. 서울: 돌베개. ISBN 978-89-7199-013-1.